# Rumes
Rumes – miejscowość i gmina (commune) w Belgii, w Regionie Walońskim, w prowincji Hainaut, w okręgu Tournai-Mouscron. 1 stycznia 2024 r. liczyła 5351 mieszkańców.

## Podział administracyjny
W skład gminy wchodzą dwie dzielnice (section):
- La Glanerie
- Taintignies